# The Naperville Sun
The Naperville Sun est un journal publié trois jours par semaine à Naperville en Illinois. Il est possédé par le Chicago Tribune du Tribune Publishing Media Group.